# Školní polesí Hůrky
Školní polesí Hůrky je účelové zařízení určené pro praktickou výuku žáků a studentů Lesnické školy v Písku (oficiálním názvem Vyšší odborná škola lesnická a Střední lesnická škola Bedřicha Schwarzenberga, Písek, Lesnická 55). Lesní hospodářský celek o rozloze 696,11 ha (z toho 672,22 ha plochy porostní) se převážně nachází jihovýchodně od města Písku, přibližně 5 km od města, mezi vesnicemi Putim, Smrkovice, Selibov, Maletice a Heřmaň. Převážná část lesa patří katastrálně k části Smrkovice města Písek, západní část lesa k obci Putim.

## Školní výuka
Po vzniku písecké lesnické školy v roce 1885 probíhala praktická výuka dlouhé roky v místních městských lesích a později také v lesích schwarzenberského panství Orlík. Teprve v roce 1928 získala škola po táhlých a složitých jednáních od města Písek vlastní revír Hůrky o výměře cca 669 ha. Právní postavení, vlastnictví, ale i rozloha polesí se v průběhu doby několikrát změnily, nicméně jeho účelové určení pro praktickou výuku lesnické školy přetrvalo dodnes. Od roku 2014 spravuje Školní polesí Hůrky Krajské školní hospodářství České Budějovice, příspěvková organizace Jihočeského kraje. Lesnická škola má na polesí odloučené pracoviště s vlastními učebnami, dílnami, garážemi, technikou atd. K zajištění přepravy žáků mezi školou a polesím slouží školní autobus. Žáci maturitního oboru Lesnictví zde konají větší část svých učebních praxí, předmětových cvičení a tvoří zde svůj "komplexní příklad", jež je základním výukovým nástrojem jejich přípravy na praktickou maturitu. Žáci učebního oboru Lesní mechanizátor na polesí tráví každý druhý týden v rámci svého odborného výcviku. Studenti oboru Lesnictví vyššího odborného studia (kombinovaná forma) pak na polesí absolvují nejen praktika, ale i podstatnou část své prezenční odborné výuky. 

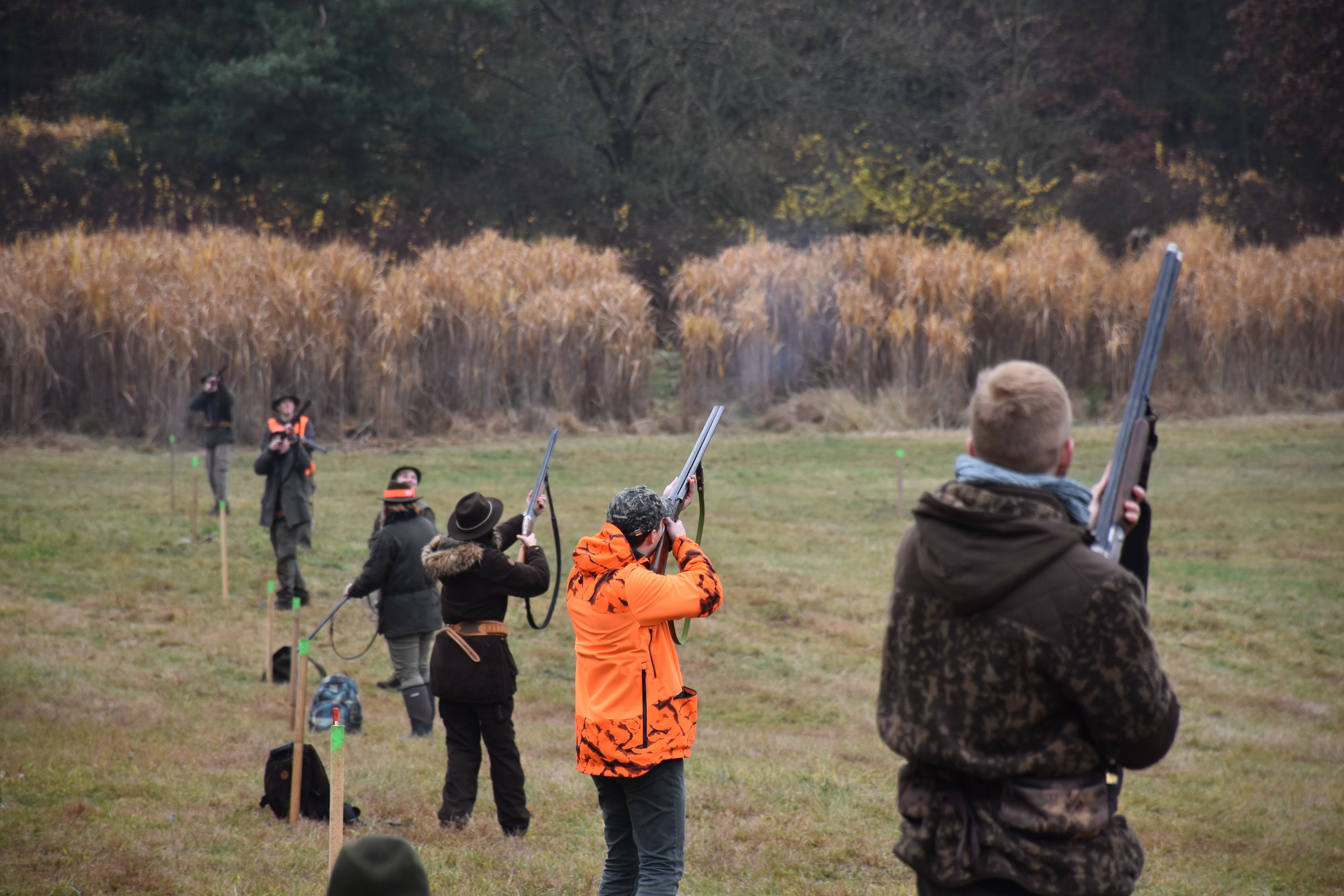

## Geografie a přírodní podmínky
Celý komplex se rozkládá v přírodní lesní oblasti 15 – Jihočeské pánve, v podoblasti 15a – Českobudějovická pánev. Školní polesí je tvořeno mírně zvlněnou pahorkatinou, terén je tvořen nízkými zaoblenými hřbety, které jsou od sebe oddělené plochými údolími s malými potůčky. Nejníže položená část území je v luhu Blanice v nadmořské výšce 370 m n. m., nejvyšším bodem je Skalský vrch (476 m n. m.). Součástí školního polesí je větší rybník Luskovec  a několik menších rybníčků, které slouží především jako retenční nádrže k zadržování vody v krajině.
Jsou zde vylišeny dva lesní vegetační stupně: bukodubový (60 ha – 9 %) a dubobukový (600 ha – 91 %). Typickou horninou celého území je těžko zvětrávající migmatit, na kterém vznikají chudé, kyselé a obvykle kamenité půdy. Převládající půdní typ je oligotrofní kambizem, která dává předpoklad nižší produkce porostů. Z typologického hlediska jednoznačně převažují na daném lesním hospodářském celku kyselá stanoviště. Nejrozšířenější soubor lesních typů – kyselá dubová bučina (3K) zaujímá více než 2/3 lesní půdy polesí. Významnější zastoupení zde ještě má oglejená svěží jedlodubová bučina (3O) – 9,3 %.
Dlouhodobá průměrná roční teplota vzduchu se zde pohybuje na úrovni 7,3 °C až 7,5 °C, průměrný roční úhrn srážek kolísá mezi 550 mm až 575 mm. V posledních letech narůstá průměrná teplota a celkový úhrn srážek se snižuje.

## Lesní hospodaření
Počátky lesního hospodaření na Hůrkách se spojují s prací zemského měřiče Jana Josefa Mana, který v roce 1758 vyhotovil první mapy Hůrek. Z té doby existují také první přesnější údaje o dřevinné skladbě na Hůrkách. Les se zde tehdy skládal ze smíšených porostů jedle, dubu, buku a borovice.
Hospodářské podmínky se na Hůrkách významně změnily koncem 18. a počátkem 19. století, kdy původní listnaté porosty dubu a buku byly přeměněny na porosty jehličnaté s dominantním zastoupením borovice. Později se zvyšovalo také zastoupení smrku, v současnosti tak převládají v druhové skladbě jehličnany - smrk takřka 30 % a borovice 21 %. V pořadí třetí nejrozšířenější dřevinou je douglaska tisolistá, jejíž zastoupení 17 % nemá v České republice na majetcích podobné velikosti obdobu. Nárůst jejího zastoupení je dán především její úspěšnou přirozenou obnovou a dobrou vitalitou i v současných suchých letech. Tyto údaje vyniknou zejména z pohledu zastoupení douglasky v celé ČR - 0,2 %. Zastoupení smrku v předchozím decenniu (2010-2019) pokleslo o téměř 9 %, naopak se zvýšilo zastoupení dubu (celkem 13 %), buku (7 %) jedle (3 %) a olše (2 %). Dobrý produkční potenciál má také modřín (2,8 %).
V porostech Školního polesí Hůrky je několik výzkumných ploch, na kterých hospodaření probíhá v souladu s požadavky Výzkumného ústavu lesního hospodářství a myslivosti. V roce 2021 byla na polesí uvedena do provozu nová pilnice, kterou se zdejší hospodaření rozšířilo i o dřevařskou výrobu. Významnou roli má na polesí také myslivecký provoz s vlastní bažantnicí a oborou, která slouží k chovu černé zvěře.

## Kulturní význam
Hůrky jsou významnou oblastí archeologických nálezů ze sklonku střední doby bronzové a mladší doby bronzové. Na Hůrkách nalezená bronzová jehlice s vřetenovou hlavou je vůbec prvním archeologickým exponátem, který byl zapsán do sbírek píseckého muzea. Ve středověku procházela přes hůrecké lesy důležitá dálková komunikace z Písku do Vodňan, což připomíná i nález železného dvojbřitého meče u chaty školního polesí v roce 1935.
Už od středověku byly Hůrky též oblíbeným místem lovu.  V roce 1755 nechal krajský hejtman Jan Martin Běšín z Běšin vystavět na severozápadním okraji Hůrek, v místech dnešních budov technického zázemí školního polesí, lovecký zámeček Jägerhaus se třemi místnostmi, chlévem a stodolou. V letech 1764 – 1765 pak zde byl zřízen hospodářský dvorec, který zanikl v 19. století.
V roce 1930 byl na okraji dnešního areálu budov školního polesí u příležitosti 80. narozenin prezidenta a zakladatele československé republiky Tomáše Garrigua Masaryka založen Masarykův háj. Pamětní deska na žulovém podstavci stojí dosud na svém místě.
Literární odkazy či vzpomínky na Hůrky najdeme u básníků Jana Čarka, Jaromíra Boreckého, Antonína Klášterského či u režiséra Václava Kršky. Zvláštní připomenutí zaslouží zmínky o Hůrkách v románovém díle Jindřicha Šimona Baara Jan Cimbura o rázovitém sedláku z nedaleké Putimi. Filmová adaptace Jana Cimbury od režiséra Františka Čápa, který znal školní polesí ze studií na lesnické škole, se také natáčela v bezprostředním sousedství Hůrek (i když při závěrečné scéně požáru lesa na Hůrkách hořely pouze připravené stromy s reálným lesem i hasiči v pozadí).

## Galerie

Příroda školního polesí
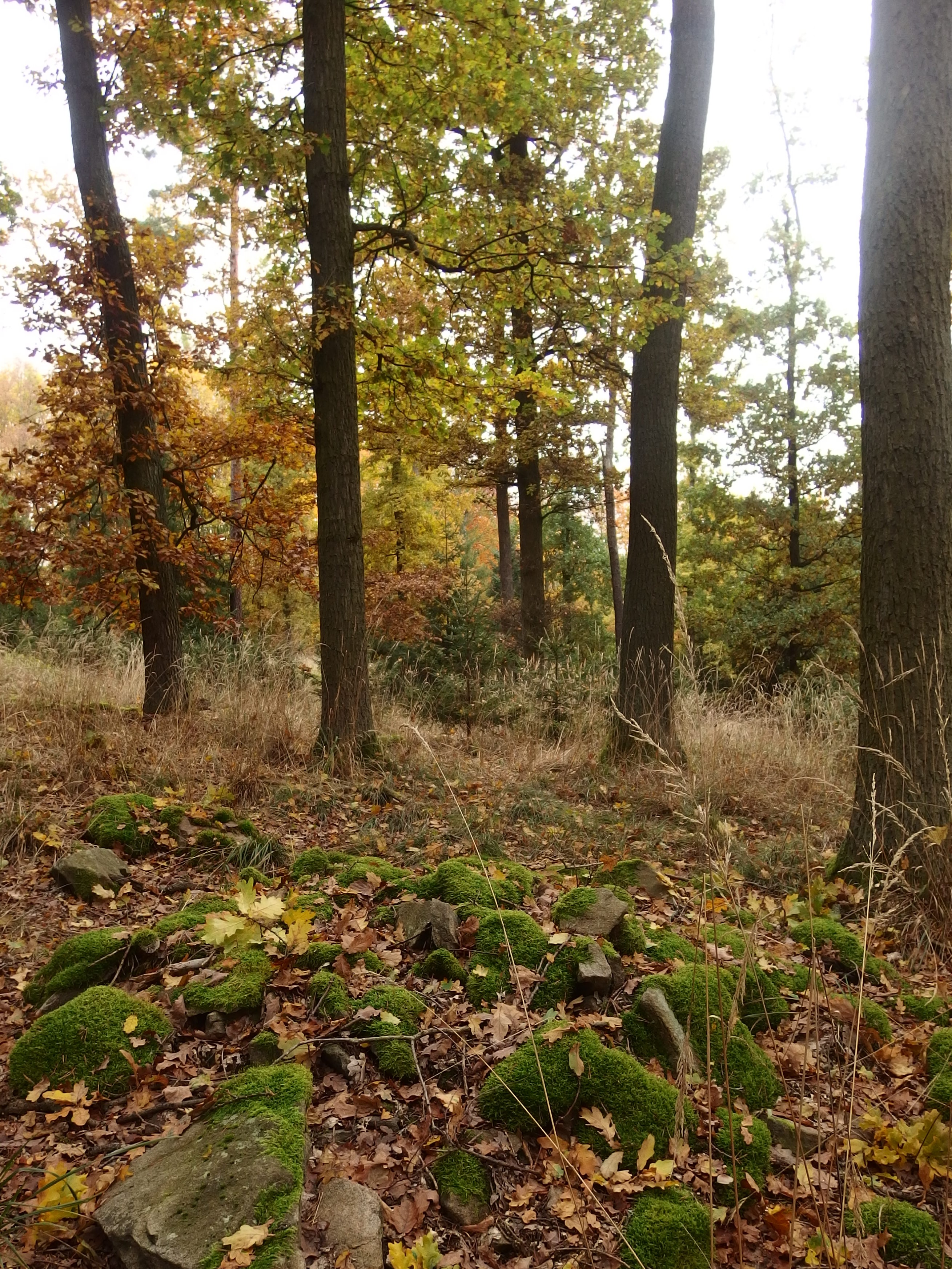